# Republika Chińska na Zimowych Igrzyskach Olimpijskich 1972
Republikę Chińską na Zimowych Igrzyskach Olimpijskich 1972 reprezentowało pięciu mężczyzn. Był to debiut reprezentacji Tajpej na zimowych igrzyskach olimpijskich.

## Skład kadry

### Biegi narciarskie
Mężczyźni
| Zawodnik        | Konkurencja   | czas      | Pozycja |
| --------------- | ------------- | --------- | ------- |
| Liang Reng-guey | Bieg na 15 km | 1:3:35,66 | 62.     |

### Narciarstwo alpejskie
Mężczyźni
| Zawodnik        | Konkurencja                             | Konkurencja                             | Konkurencja                             | Konkurencja                             | Konkurencja         | Konkurencja         | Konkurencja      | Konkurencja      |
| Zawodnik        | Slalom gigant                           | Slalom gigant                           | Slalom gigant                           | Slalom gigant                           | Slalom specjalny    | Slalom specjalny    | Slalom specjalny | Slalom specjalny |
| Zawodnik        | Czas 1-go przejazdu                     | Czas 2-go przejazdu                     | Czas łączny                             | Pozycje                                 | Czas 1-go przejazdu | Czas 2-go przejazdu | Czas łączny      | Pozycja          |
| --------------- | --------------------------------------- | --------------------------------------- | --------------------------------------- | --------------------------------------- | ------------------- | ------------------- | ---------------- | ---------------- |
| Wang Cheng-che  | 2:15,80                                 | 2:19,83                                 | 4:35,63                                 | 47.                                     | 1:31,57             | 1:29,41             | 3:00,98          | 35.              |
| Hwang Wei-chung | 2:11,29                                 | 2:29,58                                 | 4:40,87                                 | 48.                                     | 1:33,43             | 1:31,51             | 3:04,94          | 36.              |
| Chen Yun-ming   | Dyskwalifikacja w pierwszym przejeździe | Dyskwalifikacja w pierwszym przejeździe | Dyskwalifikacja w pierwszym przejeździe | Dyskwalifikacja w pierwszym przejeździe | 1:27,98             | 1:25,49             | 2:53,47          | 34.              |
| Chia Kuo-liang  | Dyskwalifikacja w pierwszym przejeździe | Dyskwalifikacja w pierwszym przejeździe | Dyskwalifikacja w pierwszym przejeździe | Dyskwalifikacja w pierwszym przejeździe | 1:35,23             | 1:32,50             | 3:07,73          | 37.              |